# 罗扎 (车里雅宾斯克州)
罗扎（羅馬化：Roza）是俄罗斯车里雅宾斯克州的市级镇，为该州科尔基诺区第二大聚居地，仅次于区行政中心科尔基诺。地处车里雅宾斯克州东部，位于区行政中心科尔基诺东侧、州府车里雅宾斯克南侧，有小河流丘姆利亚克河（Чумляк）经过，西南部分位于科尔基诺露天煤矿场边缘地带。
经车里雅宾斯克、特罗伊茨克通往俄哈边境的A310公路从该镇西侧不远处经过。
该地2022年人口有12,337人；2010年人口13,099；2002年人口14,597；1989年人口15,588。